# Nephesa ligata
Nephesa ligata är en insektsart som först beskrevs av William Lucas Distant 1892.  Nephesa ligata ingår i släktet Nephesa och familjen Flatidae. Inga underarter finns listade i Catalogue of Life.